# Samuele Stochino
Samuele Stocchino, noto anche con lo pseudonimo di La Tigre d'Ogliastra (Arzana, 22 maggio 1895 – Ulassai, 20 febbraio 1928), è stato un criminale e militare italiano, esponente del banditismo sardo, ogliastrino, tra i più famosi in Sardegna.

## Biografia

### Infanzia e gioventù
Nato ad Arzana, nel rione Preda Maore, figlio di Felice Stochino e Antioca Leporeddu, quartogenito di 7 figli. Il padre era pastore, in particolar modo capraro, dell'infanzia di Samuele non si sa così tanto, è certo che venne avviato presto alle attività agropastorali, ma che per via del fatto che sapesse leggere e scrivere, si suppone che avesse frequentato almeno i primi anni delle scuole elementari. Un bambino calmo e molto intelligente, dedito al lavoro con spiccato senso dell'ironia, svolse le attività di capraro con il padre sino alla chiamata alle armi, come fante per l'avviamento alla prima guerra mondiale.
Il soldato Stochino, numero di matricola 2567, partì il 7 giugno 1915 per la Tripolitania e la Cirenaica; imbarcatosi a Palermo, il 24 marzo del 1916 si rifiutò di eseguire degli ordini e venne messo nella prigione del corpo; venne giudicato il 30 giugno dello stesso anno e condannato alla pena di reclusione militare di anni uno, per mancata obbedienza dal Tribunale Militare di Guerra di Tripoli. Dopo 8 mesi di carcere venne scarcerato il 27 marzo 1917 per buona condotta.
Venne assegnato all'86º Reggimento di fanteria nei territori del fiume Piave, dove in meno di un mese si distinse per l'apprendimento delle tattiche militari e per aver sgominato una postazione nemica quasi in solitaria e assoluta autonomia, passando di grado e divenendo sergente, ricevendo poi la medaglia d'argento al valor militare.
Samuele venne rispedito nel suo paese di origine in Ogliastra e dopo alcuni mesi in piena estate venne sorpreso nel rubare alcuni maiali, tradito da alcuni suoi amici che lo volevano in carcere; venne arrestato ma riuscì a divincolarsi in breve tempo dai gendarmi e da quel momento divenne latitante.

### Latitanza e omicidi
I primi tempi di latitanza furono tranquilli, divennero difficili con il fascismo. Benito Mussolini vide in lui e nei tanti banditi della Sardegna dei nemici inaccettabili. Per lui la situazione diventava sempre più complicata ma di più per la famiglia poiché il Regime e le famiglie avverse si scagliarono contro di loro, lo stesso anno venne bruciata la casa dei nonni e venne arrestata la sorella Maria per favoreggiamento anche se lei era estranea ai fatti di Samuele, inoltre in campagna venne spesso tormentato il lavoro del padre. Da quel momento la sua ira lo portò a commettere diversi omicidi, circa dodici, di donne, uomini e addirittura di una bambina di dodici anni, figlia di Antonio Nieddu, suo nemico di Arzana; gli omicidi erano efferati e rivolti in tono di sfida alle forze dell'ordine, e con queste ultime furono frequenti gli scontri a fuoco, meritandosi il soprannome di La Tigre dell'Ogliastra. 
Nella latitanza strinse una profonda amicizia con il bandito Onorato Succu di Orgosolo e provò molta tristezza quando quest'ultimo venne ucciso nello scontro a fuoco di "Sas Fossas" nel 1927 nel territorio di Mamoiada. Ebbe diverse trattative con il politico suo compaesano Anselmo Contu e venne indagato anche in altri fatti di sangue della zona ogliastrina dove egli però non c'entrava nulla, come nel caso della Strage di San Sebastiano accaduta a Jerzu nel 1925. 
Si sa che Irene Biolchini, per il suo delitto d'onore contro Domenichino, si allenasse a sparare proprio con l'aiuto di Samuele Stochino, che le insegnò a maneggiare l'arma, a puntare e fare fuoco su di un obiettivo. Con Samuele, Irene stringerà un patto di amicizia e riconoscenza che durerà tutta la vita.
Molto malato di broncopolmonite era solito rifugiarsi nei territori di Gairo e Ulassai; l'ultima notte la passò nei territori di quest'ultimo, nell'ovile di capre di "su 'Eremule" e il giorno seguente il 20 febbraio del 1928 le fonti ufficiali riportano la sua morte causata da uno scontro a fuoco con i carabinieri in località "S'Orgiola de sa Perda" nel tacco, sempre in territorio di Ulassai. I Carabinieri trascinarono il suo corpo con i cavalli per tutto il paese mentre la popolazione tirava cibi guasti e sputava sul suo corpo.
In realtà i militari spararono su Samuele Stochino già morto gettando su di esso del sangue animale forse nell'intento di acquisire la taglia più alta mai applicata ad un latitante (200 000 lire), ma fu il medico legale a smascherare la verità. Quando gli fu fatta l'autopsia nel cimitero di Ulassai si scoprì che il bandito fu colpito a morte diverse ore prima della sparatoria con i Carabinieri. In realtà Samuele Stochino venne ucciso nell'ovile di "Su 'Eremule", a tradimento, a coltellate, da due ulassesi, mentre beveva un bicchiere d'acqua. Tale luogo è rimasto così come allora, accanto all'ovile c'è ancora la grotta dove il bandito si rifugiò sino alla sua uccisione. Tra il 1925 e il 1928 furono suoi compagni di latitanza  Caroleddu e Juannicco Mereu padre e figlio di Lanusei. Questi, conosciuti come Scaddafera, dopo la sua morte vennero mandati al confino a Pianosa. Tutti gli ulassesi che fecero parte del complotto si uccisero a vicenda in una faida molto lunga per via della taglia. Antonio Pilia noto "Caffeu" suo complice, nato a Ulassai agli inizi del Novecento, fu tra questi il più noto, perché si diede alla macchia dopo l'uccisione di Samuele Stochino nel 1928, la sua latitanza durò più di venti anni, e terminò quando venne trucidato in località Gertassu, agro di Ulassai, nel 1952. La taglia venne incassata da un noto personaggio di Osini.